# Sainte-Colombe-sur-Guette
Sainte-Colombe-sur-Guette es una pequeña localidad y comuna francesa, situada en el departamento del Aude en la región de Languedoc-Roussillon, en la zona de las Corbières. 
A sus habitantes se les conoce por el gentilicio Sainte-Colombois.

## Demografía
| 70 | 86 | 70 | 64 | 58 | 57 |
| Para los censos de 1962 a 1999 la población legal corresponde a la población sin duplicidades (Fuente: INSEE [Consultar]) |    |    |    |    |    |

(Población sans doubles comptes según la metodología del INSEE).